# Викторијанска кућа
Викторијанска кућа (енгл. Victorian house) у Великој Британији и бившим британским колонијама генерално подразумева сваку кућу изграђену за време владавине краљице Викторије. Током Индустријске револуције постепени процват насељавања резултирао је изградњом више милиона викторијанских кућа које су сада главна одлика већине британских градова.
У Уједињеном Краљевству викторијанске куће прате широк спектар архитектонских стилова. Почевши од раног класицизма наслеђеног из Регентске архитектуре, Италијанат стил је постао утицајан 1840-их и 1850-их година, а стил готичког препорода је преовладао до 1880-их година. Касније у викторијанској ери, стил краљице Ане и покрет уметности и занатства су повећали свој утицај, што је резултирало преласком на стилове који се типично виђају у едвардијанским кућама. Викторијанске куће се такође налазе у многим бившим британским колонијама, где се стил може прилагодити локалним грађевинским материјалима или обичајима, на пример у Сиднеју (Аустралија) и Мелаки, (Малезија).
У Сједињеним Државама, викторијански стилови кућа укључују стил Другог царства, стил британске краљице Ане, Стик (и Истлејк Стик), Шингл, Ричардсоновску романеску и друге стилове.

## Велика Британија
У раној Викторијанској ери, све до 1840-их година, куће су још увек биле под утицајем класицизма Регентских стилова. Међутим, једноставност регентског класицизма пала је у заборав како се богатство повећавало, и до 1850-их година Италијанат стил је утицао на домаћу архитектуру која је сада укључивала различите количине штукатуре. Од 1850-их година, домаће зграде су све више биле под утицајем стила готичког препорода, укључујући детаље као што су шиљати, избочени тремови, еркери и сиви шкриљац.

### Типичне одлике
Поред општих архитектонских утицаја, ова прогресивна промена стила резултат је неколико других фактора: током 1850-их година, укидање пореза на стакло и цигле учинило је ове сировине јефтинијим, али пак одговарајућим материјалом, а долазак железнице је омогућио да се производе на било ком другом месту, по ниским ценама и стандардним величинама и методама, и затим донесу на градилиште. Такође, дошло је до прогресивног увођења различитих грађевинских прописа од 1850-их година. Постоји неколико уобичајених шаблона када је реч о викторијанскоj стамбеној изградњи:
- Санитарни услови: ови прописи су постепено увеђени од 1850. године како би се подигао значај санитарних функција, укључујући исправно одводњавање, постројења за отпад („јама за пепео“ или „канта за смеће“), и тоалете, или у облику спољашњег, пољског тоалета, или у виду WC шоље.
- Топла и хладна вода: на почетку викторијанске ере, неке куће су имале текућу воду из славине и бојлер за топлу воду. До краја века, топла и хладна текућа вода биле су уобичајена карактеристика.
- Осветљење на гас било је доступно у многим градовима од почетка викторијанске ере. До краја викторијанске ере, многе куће су имале гас.
- Подрум са оставом за складиштење угља, потребног за отворену ватру и за грејање воде.
- Крилни прозори, али са већим стаклима, из 1850-их година, као и карактеристични прозори од „6 плус 6 мањих окна“, виђених у џорџијанској и регентској архитектури.
- Димњак од цигле био је истакнута карактеристика у викторијанским домовима, а састојао се од камина, оџака и димњачке цеви који је вирио изнад линије крова како би се евакуисао дим.[4]
- Викторијанске куће су углавном грађене или као градска кућа или као самостојеће куће.
- Грађевински материјал се састојао од цигле или локалног камена. Цигле су произведене у фабрикама које су биле удаљене, у стандардним величинама, уместо раније праксе копања глине на локалном нивоу и прављења цигала на лицу места.
- Већина кућа је била покривена шкриљцем, вађеним углавном у Велсу и превоженим железницом. Глинене плочице које се користе у неким кућама биле су доступне на локалном нивоу.
- Гајење биљака и мали вртови често су били део викторијанских домова, јер су делови природе били цењени као идеал у домаћинствима предграђа.[5]

### Куће за све класе
У викторијанско доба, пораст становништва и Индустријска револуција, која је довела до миграције радника са села у градове, резултирали су постепеним процватом насељавања у 1850-им и 1870-им годинама, који су довели до зидања милиона кућа. Ове куће нису биле само за богате и нове „средње класе“, већ и за сиромашне.
У сиромашним областима, викторијанске куће су често биле веома мале; на пример - куће у низу, једна уз другу, грађене у изузетно скученим условима. Неке од ових области постале су сиротињске четврти, а касније су очишћене. Неке мање куће, по систему „две горе и две доле“ још увек опстају, као на пример у Сoлфорду (Велики Манчестер).
Викторијанске куће за средњу и вишу класу су обично имале смештај за слуге, често запослене да обављају значајан део посла како би кућа, укључујући и њене камине, била чиста и добро опремљена.